# Усташская надзорная служба
Усташская надзорная служба (хорв. Ustaška nadzorna služba), сокращённо УНС — особое учреждение в усташском движении, основанное специальным указом 16 августа 1941 года и наделённое полномочиями предотвращать любую деятельность, которая могла составлять угрозу Независимому Государству Хорватия (НГХ). В этой связи обеспечивало уничтожение всех, кого в НГХ считали нежелательными лицами. УНС являлась сильнейшим полицейским институтом в НГХ, концентрировавшим наибольшую власть вплоть до конца своего существования в январе 1943 года. Входившая в её структуру Усташская охрана (хорв. Ustaška obrana) представляла собой особое военно-полицейское формирование, ответственное за обеспечение функционирования концентрационных лагерей и реализацию усташской политики геноцида в НГХ, в первую очередь направленную против сербов, евреев и цыган.

## Краткая история
УНС была образована 16 августа 1941 путём слияния Усташской разведывательной службы и Службы по охране концлагерей. Руководителем её стал Евген Кватерник. Она координировала работу деятелей усташского режима и подчинялась лично Анте Павеличу, а также боролась против политических оппонентов и преследовала этнические меньшинства. Также в её составе был отдел (3-й), занимавшийся вопросами уничтожения инакомыслящих и охраной концлагерей: руководителем его был сначала Мийо Бабич, а после его смерти главой стал Векослав «Макс» Лубурич. В начале 1943 года УНС была расформирована и преобразована в новую организацию GRAVSIGUR — сокращение от «Glavno ravnateljstvo za javni red i sigurnost» (с хорв. — «Главный директорат по общественному порядку и безопасности»).

## Структура
Изначально УНС составляли четыре ведомства (с 16 августа 1941):
- Усташская полиция — занималась политическими вопросами, была разделена на три отдела (коммунистический, еврейский и сербский).
- Усташская разведывательная служба — производила аресты и вела расследования.
- Усташская охрана[хорв.] — организация концентрационных лагерей.
- Отдел кадров.

20 апреля 1942 после нескольких реорганизаций была утверждена окончательная структура УНС, просуществовавшая до расформирования службы, в виде 15 отделов:
- I отдел (итальянский): занимался внешней контрразведывательной деятельностью, контролировал итальянскую пропаганду.
- II отдел: боролся с британской агентурой.
- III отдел: Усташская охрана — вместе с Управлением общественного порядка и безопасности отвечал за уничтожение тех, кого считали «нежелательными». Подчинённый ему охранный батальон обеспечивал охрану концентрационных лагерей. В январе 1942 года батальон вырос до 1-й усташской охранной бригады (другое название — Лагерная охранная бригада). В связи с ростом численности охранных частей в 1942 году была сформирована 2-я охранная бригада. К 1944 году численность личного состава охранных бригад насчитывала 10 тыс. человек, а в 1945 году — 13 тыс. человек[6][2].
- IV отдел (антикоммунистический): вёл борьбу с влиянием Коммунистической партии Хорватии и лично против Народно-освободительного движения.
- V отдел: решал вопросы мусульманского населения и вёл разведывательную деятельность в Турции.
- VI отдел: отвечал за решение еврейского вопроса и искал семьи со смешанными браками.
- VII отдел: разыскивал политических противников усташского режима, боролся с инакомыслием.
- VIII отдел: боролся против недобросовестных чиновников в различных министерствах.
- IX отдел: разведывательная деятельность, направленная против людей, выступающих за свободу и демократию, особенно среди представителей элитных профессий.
- X отдел: контролировал нацистскую пропаганду в НГХ, оказывал помощь хорватским фольксдойче и хорватской общине Германии.
- XI отдел: контролировал венгерскую разведывательную деятельность и решал вопросы проживания венгров в НГХ.
- XII отдел: занимался вопросами деятельности словенцев в НГХ.
- XIII отдел: решал вопросы Католической церкви.
- XIV отдел: занимался всеми иными вопросами, которые не были в компетенции других отделов.
- XV отдел: контрразведывательная служба вооружённых сил НГХ.